# Val di Chy
Val di Chy ist eine italienische Gemeinde der Metropolitanstadt Turin in der Region Piemont.

## Lage und Einwohner
Val di Chy liegt 55 km nördlich von Turin und hat 1229 Einwohner (Stand: 31. Dezember 2023). Val di Chy umfasst die Fraktionen Alice Superiore, Buracco, Chiartano, Cornesco, Gauna, Lugnacco, Pecco (Gemeindesitz), Raghetto und Verna.
Die Nachbargemeinden sind Castellamonte, Castelnuovo Nigra, Fiorano Canavese, Issiglio, Lessolo, Loranzè, Parella, Quagliuzzo, Rueglio, Valchiusa und Vistrorio.

## Geschichte

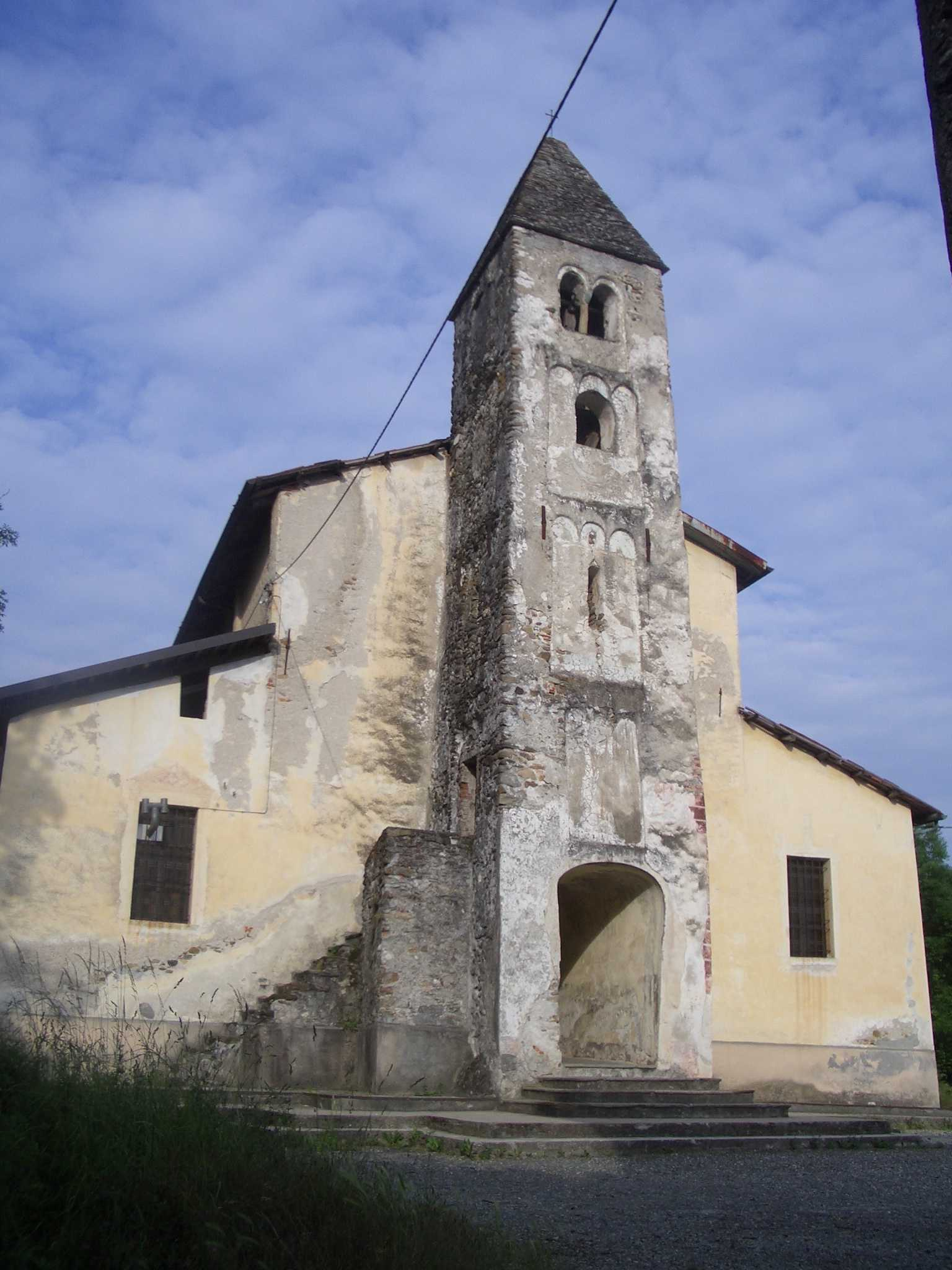
Die Pfarrkirche Purificazione di Maria Vergine

Val di Chy wurde am 1. Januar 2019 durch Zusammenschluss der Gemeinden Alice Superiore, Lugnacco und Pecco gegründet.